# Nakayama Miho no Tokimeki High School
Nakayama Miho no Tokimeki High School (中山美穂のトキメキハイスクール) est un jeu vidéo de drague développé par Square et Nintendo R&D1, et édité par Nintendo, sorti sur Family Computer Disk System le 1er décembre 1987 au Japon seulement. C'est un des premiers jeux de drague parus. Le jeu est conçu par Hironobu Sakaguchi, le créateur de la série Final Fantasy, et Yoshio Sakamoto, le co-créateur de Metroid. La musique du jeu est composée par Nobuo Uematsu et Toshiaki Imai.

## Trame
Le protagoniste du jeu, fraîchement arrivé dans le lycée Tokimeki, rencontre une fille à lunettes qui a exactement la même apparence que Miho Nakayama, dont il est un grand fan. Le protagoniste devient ami avec l'étudiante, et entreprend de découvrir sa véritable identité et de devenir son petit ami,.

## Système de jeu
Bien que Nakayama Miho no Tokimeki High School soit un jeu d'aventure à commandes textuelles classique, dans le style de Famicom Tantei Club et sa suite, dans les scènes importantes, le joueur doit sélectionner une expression faciale en plus de sa réponse verbale. Les quatre expressions (air sérieux, rire, tristesse, colère) doivent correspondre au contenu de la réponse qui est donnée, et toute réponse erronée conduit immédiatement à l'écran « game over ».  

## Développement
Nakayama Miho no Tokimeki High School est le premier jeu vidéo bishōjo à mettre en scène une idole japonaise. Miho Nakayama, une actrice et chanteuse populaire au Japon dans les années 80, apparaît sur la couverture du jeu et fait un caméo dans le jeu proprement dit. Le jeu est le fruit d'une collaboration entre Nintendo et Square Co., qui vient d'achever Final Fantasy. Le jeu est développé par Hironobu Sakaguchi (créateur de Final Fantasy), et Yoshio Sakamoto (producteur de Metroid). Sakamoto, dont c'est alors la cinquième année chez Nintendo, est enthousiaste à l'idée de concevoir un jeu d'aventure, et a l'idée d'employer une célébrité du monde réel au lieu de créer un nouveau personnage, pour que le jeu soit perçu comme un « évènement » ou « quelque chose de festif ». Le jeu est développé sur une période de deux semaines.
En 1987, Square veut créer un jeu d'aventure exploitant le Disk Fax, et Nintendo suggère l'inclusion d'une idole, pour susciter l'intérêt des joueurs.  

## Accueil
Nakayama Miho no Tokimeki High School reçoit la note de 17,40/25 dans les votes des lecteurs de Family Computer Magazine.
1UP.com le place en 10e position d'une liste de « 25 jeux Famicom plus ou moins importants », évoquant son statut de précurseur du jeu de drague sur console, genre qui devient par la suite si populaire au Japon. GamesRadar cite la publicité télévisée japonaise comme une des meilleures et des plus étranges publicités pour NES.